# 1171 Rusthawelia
Az 1171 Rusthawelia (ideiglenes jelöléssel 1930 TA) a Naprendszer kisbolygóövében található aszteroida. Sylvain Julien Victor Arend fedezte fel 1930. október 3-án.